# Карл-Гайнц Даніловскі
Карл-Гайнц Даніловскі (нім. Karl-Heinz Danielowski, 31 березня 1940) — німецький академічний веслувальник.
Олімпійський чемпіон 1976 року в складі вісімки, учасник 1964, 1968 років.
Срібний призер Чемпіонату світу 1970 року в складі розпашної четвірки зі стерновим.
Чемпіон Європи 1964 (розпашні двійки зі стерновим), 1973 (вісімки) років.